# Петри, Ламберто
Ламберто Петри (итал. Lamberto Petri, 21 января 1910, Лукка, Италия — 28 ноября 1964, Сан-Франциско, США) — итальянский футболист, защитник. Прежде всего известный по выступлениям за клуб «Луккезе-Либертас».

## Биография
Во взрослом футболе дебютировал в 1929 году выступлениями за команду клуба «Луккезе-Либертас», в которой провёл шесть сезонов, приняв участие в 171 матче чемпионата и забил 9 голов. Большую часть времени, проведённого в составе «Луккезе», был основным игроком защиты команды.
Своей игрой за эту команду привлёк внимание представителей тренерского штаба клуба «Болонья», к составу которого присоединился в 1935 году. Провёл в болонской команде один год, однако пробиться в её состав не смог и уже в 1936 году вернулся обратно в клуб «Луккезе-Либертас», за который сыграл ещё 3 сезона. Завершил профессиональную карьеру футболиста выступлениями за команду «Луккезе» в 1939 году.
В 1936 году был включен в состав сборной Италии для участия в Олимпийских играх 1936 года. На турнире, который проходил в Берлине, итальянцы завоевали титул олимпийских чемпионов, однако Петри на поле не выходил. В дальнейшем также не провёл ни одной официальной игры за сборную.
Умер 28 ноября 1964 года на 55-м году жизни в Сан-Франциско.